# Зимен дар
„Зимен дар“ (на английски: Winter's Bone) е американски драматичен филм от 2010 г., режисиран от Дебра Граник. Сценарият, написан от Граник и Ан Роселини, е базиран на едноименния роман от 2006 г. на Даниел Удрел. Премиерата е на 21 януари 2010 г. на кинофестивала „Сънданс“, а по кината в САЩ филмът излиза на 11 юни 2010 г.

## Награди и номинации
| Категория                           | Номиниран(и)                | Резултат                    |
| Оскар (27 февруари 2011 г.)         | Оскар (27 февруари 2011 г.) | Оскар (27 февруари 2011 г.) |
| ----------------------------------- | --------------------------- | --------------------------- |
| Най-добър филм                      | Най-добър филм              | номинация                   |
| Най-добър адаптиран сценарий        | Дебра Граник и Ан Роселини  | номинация                   |
| Най-добра женска роля               | Дженифър Лорънс             | номинация                   |
| Най-добра поддържаща мъжка роля     | Джон Хоукс                  | номинация                   |
| Златен глобус (16 януари 2011 г.)   |                             |                             |
| Най-добра актриса в драматичен филм | Дженифър Лорънс             | номинация                   |
| Сателит (19 декември 2010 г.)       |                             |                             |
| Най-добър филм – драма              | Най-добър филм – драма      | номинация                   |
| Най-добър режисьор                  | Дебра Граник                | номинация                   |
| Най-добър адаптиран сценарий        | Дебра Граник и Ан Роселини  | номинация                   |
| Най-добра актриса в драматичен филм | Дженифър Лорънс             | номинация                   |
| Емпайър (27 март 2011 г.)           |                             |                             |
| Най-добър дебют                     | Дженифър Лорънс             | номинация                   |